# 창원 대광사 치문경훈
창원 대광사 치문경훈(昌原 大廣寺 緇門警訓)은 대한민국 경상남도 창원시 진해구 진해대로 303, 대광사에 있는 책이다. 2015년 10월 29일 경상남도의 문화재자료 제608호로 지정되었다.

## 개요
｢치문경훈(緇門警訓)｣은, 중국 원(元)나라의 환주⋅지현(幻住智賢)이 역대 고승들의 교훈을 모아 편찬한 ｢치문경훈｣에 대하여 조선 중기의 승려 백암성총(栢庵性聰)이 해설을 붙인 주석서이다. ‘치문(緇門)’이란 검은 옷을 입은 승려를 말하므로 승가(僧伽)의 경책서(警策書)이다.
이 책은 ‘상⋅중⋅하’ 3권(卷)이 3책으로 제본(製本)된 목판본(木板本)으로, ‘상권 84장(張), 중권 82장(張), 하권 85장(張)’으로 구성되어 있다.
표지서명은 ‘치문(緇門)’으로 확인된다.
권수제(卷首題)는 ‘치문경훈’(緇門警訓)’이며. 판심제(版心題)는 ‘치문(緇門)’으로 표시되어 있다.
제책(製冊)의 형태는 ‘오침안선장본(五針眼線裝本)’으로 확인된다. 판식(板式)은 사주쌍변(四周雙邊)에, 반곽(半郭)의 크기는 세로29.9cm에 가로20.0cm이며, 계선이 있고(有界), 10행(行) 20자(字)로 배열되어 있다.
이 책은 ‘1695년’이라는 명확한 간행 기록(刊記)과 간행에 참여한 화주와 공양주들이 수록되어 있고, 그 인출 및 보관상태가 양호한 책이다.
임진왜란(1592)이후에 간행된 것이지만, 승려들의 유훈류를 선별한 내용과 고승 및 문인학자들의 글을 수록한 귀중한 자료이다.

## 참고 자료
- 창원 대광사 치문경훈 - 국가유산청 국가유산포털